# Roger Dean

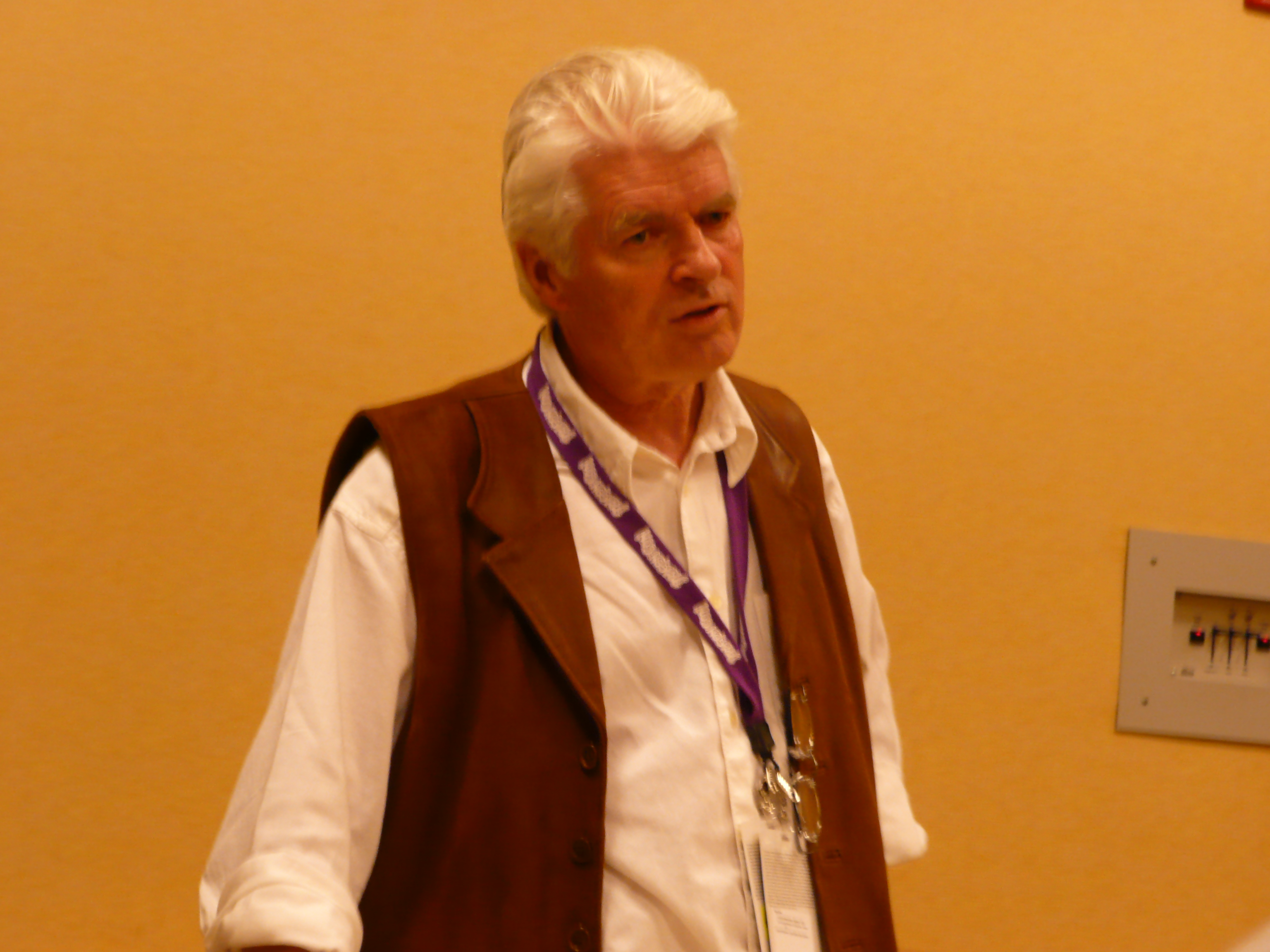
Roger Dean (2008)

Roger Dean (* 31. August 1944 in Ashford, Kent, Großbritannien) ist ein zeitgenössischer britischer Künstler, der vor allem durch die von ihm gestalteten Schallplattencover bekannt wurde.

## Leben
Dean wurde in England geboren, verbrachte aber einen Teil seiner Jugend in Griechenland, Zypern und Hongkong, da sein Vater bei der britischen Armee war. 1959 kehrte die Familie nach England zurück und Dean absolvierte ein Design-Diplom an der Canterbury School of Art (heute Kent Institute of Art & Design), nachdem er zunächst Silberschmiedekunst und Möbeldesign ausprobiert hatte. 1968 erlangte er den Abschluss des Royal College of Art in London.
Sein erstes Plattencover gestaltete er für die Band Gun. 1971 entwarf er ein Cover für die Gruppe Osibisa, das ihn aufgrund des Erfolgs der Platte bekannt machte. Noch im selben Jahr begann er die Zusammenarbeit für die Gruppe Yes, deren LP Fragile erstmals ein von Dean gestaltetes Cover zierte und für die er zahlreiche weitere Cover gestalten sollte. Dean entwarf auch das markante langjährige Logo der Gruppe, das zuerst auf dem Album Close to the Edge zu sehen war, und das Nachfolgelogo. Gitarrist Steve Howe sah eine Verbundenheit zwischen dem Klangbild der Gruppe und Deans Kunst („a pretty tight bond between our sound and Roger’s art“).
Deans Fantasy-artige, utopische Szenen schmückten Alben von Budgie, Uriah Heep, Gentle Giant und vielen weiteren Bands. Dean selbst sieht sich als Landschaftsmaler („landscape painter“). Seine bevorzugten und oft kombinierten Maltechniken sind Gouache, Wasserfarben, Tinte, Kreide und Collagetechniken.
1977 wurde er mit dem World Fantasy Award ausgezeichnet.
In den Bildbänden Views (1975) und Magnetic Storm (1984) wurde Deans Werk auch einer Öffentlichkeit jenseits der Musikpresse bekannt. Neben Malerei hat sich Dean, der seit 1972 in Brighton wohnt, auch mit Architektur und Möbeldesign einen Namen gemacht. Entsprechende Arbeiten waren Gegenstand von Ausstellungen im Victoria and Albert Museum und in der Royal Academy of Arts.
Von Dean stammt das Design des Videospiels Tetris World. 2005 verkündete er ein beginnendes Filmprojekt namens Floating Islands gemeinsam mit David Mousley, in dem Musik und Covermotive von Yes animiert und kombiniert werden sollen.
Derzeit rankt sich eine anhaltende Diskussion um die auffälligen Ähnlichkeiten des Science-Fiction-Abenteuers Avatar – Aufbruch nach Pandora von James Cameron mit seinen Werken. Roger Dean wurde bei der Filmentstehung nicht einbezogen.

## Plattencover nach Dean

### Alexis Korner
- 1972: Bootleg Him !

### Anderson, Bruford, Wakeman, Howe
- 1989: Brother of Mine
- 1989: Anderson Bruford Wakeman Howe
- 1993: An Evening of Yes Music Plus...

### Ann Wilson
- 2022: Fierce Bliss

### Asia
- 1982: Asia
- 1983: Alpha
- 1985: Astra
- 1990: Then and Now
- 1994: Aria
- 2000: Aura
- 2008: Phoenix
- 2010: Omega
- 2012: XXX
- 2012: Resonance: The Omega Tour Live in Basel 2010
- 2014: Gravitas

### Atomic Rooster
- 1971: In Hearing of Atomic Rooster[4]
- 2002: Resurrection

### Babe Ruth
- 1972: First Base[5]

### Badger
- 1972: One Live Badger

### Budgie
- 1972: Squawk
- 1973: Never Turn Your Back On a Friend
- 1996: An Ecstasy of Fumbling: The Definitive Anthology

### Compilation/Various Artists
- 1971: Motown Chartbusters Vol. VI

### DBA(Geoffrey Downes)
- 2017: Skyskraper Souls
- 2020: Live in England

### Earth & Fire
- 1970: Earth & Fire (UK Ausgabe auf Nepentha)

### Gentle Giant
- 1972: Octopus

### Glass Hammer
- 2005: The Inconsolable Secret

### Greenslade
- 1973: Greenslade
- 1973: Bedside Manners are Extra
- 1976: Cactus Choir

### Gun
- 1968: Gun (Race with the Devil) (Das erste Album-Cover aus der Hand Roger Deans.)

### London Symphony Orchestra
- 1997: Symphonic Rock: American Classics
- 1997: Symphonic Rock: The British Invasion, Vol. 1
- 1998: Symphonic Rock: The British Invasion, Vol. 2

### Mike Absalom
- 1971: Mike Absalom 6 fach FOC Cover

### Osibisa
- 1971: Osibisa
- 1971: Woyaya

### Rare Earth
- 1971: One World (Das Centerfold des Covers. Dieselbe Illustration wurde auch als Außencover von The Rarest On Earth, eine Compilation mit Künstlern des ‚Rare Earth‘-Labels verwendet.)

### Rick Wakeman
- 1993: Rick Wakeman’s Greatest Hits
- 1999: Return to the Center of the Earth

### Snafu
- 1973: SNAFU

### Steve Howe
- 1975: Beginnings
- 1979: The Steve Howe Album
- 1991: Turbulence
- 1994: Not Necessarily Acoustic
- 2003: Elements

### Third Ear Band
- 1972: Music from Macbeth (Eine eher untypische Arbeit.)

### Uriah Heep
- 1972: Demons and Wizards
- 1972: The Magician’s Birthday
- 1995: Sea of Light
- 2001: Acoustically Driven
- 2001: Remasters

### White (Alan White)
- 2006: White[6]

### White Willow
- 2017: Future Hopes

### Yes
- 1971: Fragile
- 1972: Close to the Edge
- 1973: Yessongs
- 1973: Tales from Topographic Oceans
- 1974: Relayer
- 1975: Yesterdays
- 1980: Drama
- 1980: Yesshows
- 1981: Classic Yes
- 1991: Union
- 1991: Yesyears
- 1992: Yesstory
- 1996: Keys to Ascension
- 1997: Keys to Ascension 2
- 1997: Open your Eyes
- 1998: Keys to Ascension
- 1998: Keys to Ascension 2
- 1999: The Ladder
- 2000: House of Yes – Live from House of Blues
- 2001: Keystudio
- 2002: In a Word: Yes (1969 -)
- 2004: The Ultimate Yes: 35th Anniversary Collection
- 2005: The Word is Live
- 2011: Fly from Here
- 2011: In the Present - Live from Lyon
- 2014: Like It Is: Yes at the Bristol Hippodrome
- 2014: Songs From Tsongas: Yes 35th Anniversary Concert
- 2014: Heaven & Earth
- 2014: Union Live
- 2015: Progeny: Seven Shows from Seventy-Two
- 2015: Like It Is: Yes at the Mesa Arts Center
- 2017: Topographic Drama – Live Across America
- 2018: Fly From Here - Return Trip
- 2019: From a Page
- 2019: Yes 50 Live
- 2020: The Royal Affair Tour: Live from Las Vegas
- 2021: The Quest
- 2023: Mirror to the Sky

## Plattenlabeldesigns von Dean
- 1969: Harvest Records (Sowohl das eigentliche Markenzeichen als auch die Gestaltung des gelb-grünen Etiketts stammen von Dean.)
- 1972–1976: Virgin Records (Alle sog. Mirror Images, basierend auf weiblichen Aktfotos, welche in verschiedenen Varianten gespiegelt dargestellt wurden.)
- 1973: Vertigo Records (Das sogenannte „Ufo“-Label, bzw. „Spaceship Vertigo“).
- Fly Records